# Santabàrbara

Representació esquemàtica d'un vaixell de línia de tres ponts on s'observa la disposició de la santabàrbara:
1) Panyol de municions.
2) Santabàrbara.
3) Avant-panyol. On es carregaven cartutxos de pólvora.
4) Tapabala. Via d'aigua tapada amb taules de fusta i planxes de plom.
5) Tir doble. Necessari per a trencar el buc del vaixell enemic.
6) Canó amb encavalcament/caixa/carret/carriot i aparell.
7) Zona d'abordatge

La santabàrbara és el panyol o lloc dels vaixells destinat a emmagatzemar la pólvora, així com la cambra que serveix per a comunicar o baixar cap a aquest magatzem.
Rep aquest nom per la imatge de Santa Bàrbara, patrona dels artillers, que generalment es col·locava en aquest lloc.
També es donava aquest nom a una regió de l'extrem de popa de la primera coberta del vaixell que es destinava a desar tots els pertrets del contramestre i que en molts casos es destinava a allotjament d'algun personal o era la cabina dels guardiamarines.